# Songthela pluma
Espèce
Songthela pluma est une espèce d'araignées mésothèles de la famille des Liphistiidae.

## Distribution
Cette espèce est endémique du Guizhou en Chine,. Elle se rencontre dans le district de Wudang.

## Description
Le mâle holotype mesure 13,19 mm et la femelle 11,53 mm.

## Systématique et taxinomie
Cette espèce a été décrite par Yu, Li et Zhang en 2018.

## Publication originale
- Yu, Li & Zhang, 2018 : « A new species of the genus Songthela from Guizhou Province, China (Araneae: Mesothelae: Liphistiidae). » Turkish Journal of Zoology, vol. 42, no 6, p. 715-721.